# Guenrikh Sapguir
Guenrikh Veniaminovitch Sapguir (en russe : Ге́нрих Вениами́нович Сапги́р ; né le 20 novembre 1928 à Biïsk, dans le kraï de l'Altaï en Russie, mort le 7 octobre 1999 à Moscou) est un poète, romancier et scénariste de films d'animation russe.

## Biographie
Sapguir naît à Biïsk dans la famille d'un ingénieur moscovite en déplacement. La famille retourne bientôt à Moscou.
À partir de 1959, il publie des poèmes pour enfants. S'il figurait dans le premier numéro de Sintaksis, samizdat édité par Alexandre Ginsburg, ses autres poèmes paraissent à l'époque uniquement dans des revues d'émigrés, telles que Continent ou Strelets (« L'Archer »).

« Guenrikh Sapguir est la personnalité la plus importante parmi les écrivains qui ont été associés au désormais bien connu Groupe de Lianozovo (ru:Лианозовская школа), qui comprenait aussi Vsevolod Nekrassov et Igor Kholine. Ces poètes moscovites ont cherché de nouveaux modèles et attitudes, et exploité les possibilités d'insertion directe de la parole ordinaire dans leurs textes. Chacun d'entre eux avait un regard dostoïevskien sur la vie courante russe, ce qui rendait leur œuvre immédiatement accessible. »

À partir de 1989 (la perestroïka), ses poèmes, nouvelles, pièces et romans commencent à être largement diffusés en Russie. Trois volumes de ses poèmes paraissent à la fin des années 1990. Il représente la Russie lors de nombreux festivals internationaux de poésie, et son œuvre est traduite et publiée dans de nombreux pays. Il a reçu différents prix, dont le Prix Pouchkine pour la poésie.
Il a aussi été traducteur, notamment du poète en yiddisch Ovseï Ovseïevitch Driz (1908-1971), de poésie concrète allemande, et du poète américain Jim Kates.
Il meurt en 1999 d'une attaque cardiaque dans un trolleybus à Moscou, alors qu'il était en route pour intervenir lors de la présentation d'une anthologie de poésie russe contemporaine intitulée Poésie du silence (Поэзия безмолвия).
Dans sa biographie de Sapguir publiée en 2004, David Shrayer-Petrov le définit comme un « classique de l'avant-garde ».
Le titre de son poème Locharik (Лошарик) a été repris par un film d'animation soviétique (1971), et  est aussi le surnom d'un projet de sous-marin nucléaire lancé dans les années 1980.

## Citations
- « J'étais à la recherche d'une nouvelle harmonie dans la langue, et je l'ai trouvée. » (G. Sapguir)

## Œuvres traduites en français
- Quelques poèmes de Guenrikh Sapguir figurent dans l’Anthologie de la poésie russe pour enfants, traduits par Henri Abril. Circé poche, 2006  (ISBN 978-2-84242-216-5)